# Делисерданг
Делисерданг (индон. Deli Serdang) — округ в провинции Северная Суматра. Административный центр — город Лубук-Пакам.

## Население
Согласно оценке 2010 года, на территории округа проживало 1 789 тысяч человек.

## Административное деление
Округ делится на следующие районы:
- Бангун-Пурба
- Батанг-Куйс
- Берингин
- Биру-Биру
- Дели-Туа
- Галанг
- Гугунг-Мериах
- Хампаран-Перак
- Куталимбару
- Лабухан-Дели
- Лубук-Пакам
- Намо-Рамбе
- Пагар-Марбау
- Панчур-Бату
- Пантай-Лабу
- Перчут-Сей-Туан
- Петумбак
- Сиболангит
- Синембах-Танджунгмуда-Хулу
- Синембах-Танджунгмуда-Хилир
- Сунгал
- Танджунг-Морава